# Bảo tàng Vinh quang Vũ khí Ba Lan ở Witnica
Bảo tàng Vinh quang Vũ khí Ba Lan ở Witnica (tiếng Ba Lan: Muzeum Chwały Oręża Polskiego w Witnicy) là một bảo tàng tư nhân tọa lạc tại số 35 phố Sikorskiego, Witnica, Ba Lan. Đại tá đã nghỉ hưu Czesław Chmielewski là người sáng lập và chủ sở hữu của bảo tàng này.

## Lịch sử
Czesław Chmielewski từng phục vụ trong hàng ngũ của Trung đoàn Bộ binh 15 trong Chiến tranh thế giới thứ hai. Ông bị thương nặng trong trận chiến Bautzen diễn ra vào năm 1945, nhưng được nhân viên y tế Liên Xô giải cứu và đưa về hậu phương. Tuy nhiên, do không báo cáo được thông tin của mình, ông bị tuyên bố đã mất tích và sau đó bị tuyên bố đã hi sinh trong trận chiến này.
Trong thập niên 1970, nhờ đọc cuốn sách "Trên ba biên giới" của Kazimierz Kaczmarek, Czesław Chmielewski biết về sự hiểu lầm này, đồng thời cũng thấy mình đã được trao tặng huân chương chiến tranh Virtuti Militari. Trong chuyến thăm Zgorzelec, ông tìm thấy một bia mộ ghi họ tên ông tại nghĩa trang quân đội địa phương. Sau đó, ông quyết định thành lập một bảo tàng lưu giữ các kỷ vật quân sự để tri ân những người đồng đội đã hi sinh.

## Giờ mở cửa
Du khách có thể đến tham quan bảo tàng khi có sự sắp xếp trước qua điện thoại. Khách tham quan được vào cửa miễn phí.